# استربلوس بانکسی
استربلوس بانکسی (نام علمی: Streblus banksii) نام یک گونه از تیره موراسه است.